# Lista de prefeitos de Gravataí
Esta é a lista de prefeitos e vice-prefeitos do município de Gravataí, localizado no estado brasileiro do Rio Grande do Sul.
Antes da Proclamação da República, as cidades brasileiras eram governadas pelas Câmaras Municipais. Durante a República Velha, os governantes municipais passaram a ser eleitos pelo voto, e eram chamados de intendentes. Após a Revolução de 1930, o cargo passou a ser denominado prefeito.

## Período monárquico
| Nº | Nome                                 | Início do mandato     | Fim do mandato | Observações                    |
| 1  | Major Bernardo Joaquim Ferreira      | 23 de outubro de 1880 | 1883           | Presidente da Câmara Municipal |
| 2  | Coronel Antonio Rodrigues da Fonseca | 1883                  | 1887           | Presidente da Câmara Municipal |
| 3  | Manoel Antonio Ramos                 | 1887                  | 1888           | Presidente da Câmara Municipal |
| 4  | João Francisco Soares Lima           | 1888                  | 1889           | Presidente da Câmara Municipal |
| 5  | Capitão Horácio Antonio Gomes        | 1889                  | 1890           | Presidente da Câmara Municipal |

## Período republicano
| Nº | Nome                                      | Imagem                | Partido               | Vice-Prefeito                               | Início do mandato      | Fim do mandato                                        | Observações |
| 1  | João Maria da Fonseca                     |                       |                       | —                                           | 1890                   | 1891                                                  | Primeiro intendente |
| 2  | Tenente Coronel Bernardo Joaquim Ferreira |                       |                       | —                                           | 1892                   | 1892                                                  | Intendente |
| 3  | Leonel de Vargas                          |                       |                       | —                                           | 1893                   | 1893                                                  | Intendente |
| 4  | Capitão Juvêncio Xavier de Abreu          |                       |                       | —                                           | 1894                   | 1898                                                  | Intendente |
| 5  | Antonio Afonso de Jesus                   |                       |                       | —                                           | 1899                   | 1908                                                  | Intendente |
| —  | Jorge Lessa                               |                       |                       | —                                           | 1906                   | 1906                                                  | Intendente interino |
| 6  | Ernesto Antonio Gomes                     |                       |                       | —                                           | 1909                   | 1912                                                  | Intendente |
| 7  | João de Azevedo Barbosa Filho             |                       |                       | —                                           | 1913                   | 1922                                                  | Intendente eleito |
| —  | João de Azevedo Barbosa Filho             |                       |                       | —                                           | 1923                   | 1926                                                  | Intendente reeleito |
| 8  | Demétrio Alves da Silva                   |                       |                       | —                                           | 1927                   | 1930                                                  | Intendente eleito |
| 9  | João Candido Machado                      |                       |                       | —                                           | 1931                   | 1931                                                  | Prefeito nomeado |
| 10 | José Loureiro da Silva                    |                       |                       | —                                           | 1931                   | 1933                                                  | Prefeito nomeado |
| 11 | José Marques Viana                        |                       |                       | —                                           | 1934                   | 1935                                                  | Prefeito nomeado |
| 12 | Dr. Vitor Hugo Ludwig                     |                       |                       | —                                           | 1936                   | 1936                                                  | Prefeito nomeado |
| 13 | Ary Tubbs                                 |                       |                       | —                                           | 1937                   | 1946                                                  | Prefeito nomeado |
| 14 | Anápio Gomes                              |                       |                       | —                                           | 1946                   | 1948                                                  | Prefeito nomeado |
| 15 | Cincinato Jardim do Valle                 |                       |                       | —                                           | 1949                   | novembro de 1951                                      | Prefeito nomeado |
| 16 | Acelyno Francisco de Medeiros             |                       |                       | —                                           | novembro de 1951       | 31 de dezembro de 1951                                | Presidente da Câmara, exerceu o mandato por dois meses                                                                                   |
| 17 | José Linck                                |                       |                       | Alcides Leal da Rosa                        | 1º de janeiro de 1952  | 1953                                                  | Prefeito e vice eleitos em sufrágio universal                                                                                            |
| 18 | Alcides Leal da Rosa                      |                       |                       | —                                           | 1º de janeiro de 1954  | 1955                                                  | Vice-prefeito eleito no cargo de Prefeito                                                                                                |
| 19 | Alfredo Emilio Allem                      |                       |                       |                                             | 1956                   | 1959                                                  | Prefeito e vice eleitos em sufrágio universal                                                                                            |
| 20 | José Linck                                |                       | PSD                   | Arão Marcelino da Silva                     | 1960                   | 1963                                                  | Prefeito e vice eleitos em sufrágio universal                                                                                            |
| 20 | Dorival Cândido Luz de Oliveira           |                       |                       | Ruy Teixeira                                | 1964                   | 1968                                                  | Prefeito e vice eleitos em sufrágio universal                                                                                            |
| 21 | Lídio da Silveira Peixoto                 |                       | ARENA                 | Darci Soares da Fonseca                     | 1969                   | 1972                                                  | Prefeito e vice eleitos em sufrágio universal                                                                                            |
| 22 | Dorival Cândido Luz de Oliveira           |                       | MDB                   | Ely Francisco Corrêa                        | 1973                   | 1976                                                  | Prefeito e vice eleitos em sufrágio universal                                                                                            |
| 23 | Ely Francisco Corrêa                      |                       | MDB/ PMDB             | Abílio Alves dos Santos                     | 1977                   | 1982                                                  | Prefeito e vice eleitos em sufrágio universal                                                                                            |
| 24 | Abílio Alves dos Santos                   |                       | PMDB                  | Laerte Marta de Oliveira                    | 1983                   | 31 de dezembro de 1988                                | Prefeito e vice eleitos em sufrágio universal                                                                                            |
| 25 | José Mariano Garcia da Mota               |                       | PDT                   | Maria Loreni Bitencourt da Silva            | 1º de janeiro de 1989  | 31 de dezembro de 1992                                | Prefeito e vice eleitos em sufrágio universal                                                                                            |
| 26 | Edir Pedro de Oliveira                    |                       | PTB                   | Pedro Paulo Fink                            | 1º de janeiro de 1993  | 31 de dezembro de 1996                                | Prefeito e vice eleitos em sufrágio universal                                                                                            |
| 27 | Daniel Luiz Bordignon                     |                       | PT                    | Volmir José Breier                          | 1º de janeiro de 1997  | 31 de dezembro de 2000                                | Prefeito e vice eleitos em sufrágio universal                                                                                            |
| 27 | Daniel Luiz Bordignon                     | Sérgio Luís Stasinski | PT                    | 1º de janeiro de 2001                       | 31 de dezembro de 2004 | Prefeito reeleito e vice eleito em sufrágio universal | |
| 28 | Sérgio Luís Stasinski                     |                       | PT                    | Décio Vicente Becker (PL)                   | 1º de janeiro de 2005  | 31 de dezembro de 2008                                | Prefeito e vice eleitos em sufrágio universal                                                                                            |
| 29 | Rita Teresinha Sanco Lima                 |                       | PT                    | Cristiano Kingeski Lucrécio (PT)            | 1º de janeiro de 2009  | 15 de outubro de 2011                                 | Prefeita e vice eleitos em sufrágio universal tiveram os mandatos cassados pela Câmara Municipal, por supostas irregularidades na gestão |
| —  | Acimar Silva                              |                       | PMDB                  | —                                           | 16 de novembro de 2011 | 31 de dezembro de 2012                                | Prefeita e vice eleitos indiretamente pela Câmara municipal. O presidente da Câmara, Nadir Rocha-PMDB, assumiu por 30 dias.              |
| 30 | Marco Aurélio Soares Alba                 |                       | PMDB                  | Francisco de Souza Pinho (DEM)              | 1º de janeiro de 2013  | 31 de dezembro de 2016                                | Prefeito e vice eleitos em sufrágio universal                                                                                            |
| —  | Nadir Flores da Rocha                     |                       | PMDB                  | —                                           | 1º de janeiro de 2017  | 7 de abril de 2017                                    | Prefeito interino |
| 30 | Marco Aurélio Soares Alba                 |                       | MDB                   | Áureo Tedesco (PMDB)                        | 7 de abril de 2017     | 31 de dezembro de 2020                                | Prefeito reeleito e vice eleito em sufrágio universal                                                                                    |
| 31 | Luiz Ariano Zaffalon                      |                       | MDB                   | Dr. Levi (Levi Lorenzo Melo) (Republicanos) | 1º de janeiro de 2021  | 31 de dezembro de 2024                                | Prefeito e vice eleitos em sufrágio universal                                                                                            |
| 31 | Luiz Ariano Zaffalon                      | PSDB                  | 1º de janeiro de 2025 | Dr. Levi (Levi Lorenzo Melo) (Republicanos) | 31 de dezembro de 2028 | Prefeito e vice reeleitos em sufrágio universal       | |